# Фридрих Магнус I фон Золмс-Лаубах
Фридрих Магнус I фон Золмс-Лаубах (на немски: Friedrich Magnus I zu Solms-Laubach; * 1 октомври 1521 в Лаубах; † 13 януари 1561 в Лаубах) е регент от 1522 до 1548 г. и от 1548 до 1561 г. първият управляващ граф на Золмс-Лаубах. Той е господар на Зоненвалде 1537, 1548 в Рьоделхайм, Асенхайм, Петенвайл и Лаубах, 1552 господар на Поух.
Той е син на граф Ото I фон Золмс-Лаубах (1496 – 1522) и съпругата му принцеса Анна фон Мекленбург-Шверин (1485 – 1525), вдовица на ландграф Вилхелм II фон Хесен, дъщеря на херцог Магнус II фон Мекленбург-Шверин и София Померанска-Волгаст.
Брат е на Анна фон Золмс-Лаубах-Лих ((1522 – 1594), омъжена през 1540 г. за граф Лудвиг Казимир фон Хоенлое-Нойенщайн (1517 – 1568). По майчина линия той е по-малък полубрат на ландграф Филип I фон Хесен (1504 – 1567) и на Елизабет фон Хесен (1502 – 1557), омъжена 1516 г. за принц Йохан от Саксония (1498 – 1537).
Фридрих Магнус е много добър приятел с реформатора Филип Меланхтон. След въвеждането на реформацията той основава през 1555 г. латинско училище и библиотека и престороява замъка Лаубах на дворец.
Фридрих Магнус е наследен от син му Йохан Георг (1547 – 1600).

## Фамилия
Фридрих Магнус се жени в Дирдорф на 11 юни 1545 г. за графиня Агнес фон Вид (* ок. 1505; † 3 април 1588 в Зоневалде), дъщеря на граф Йохан III фон Вид (ок. 1485 – 1533) и Елизабет фон Насау-Диленбург (1488 – 1559), дъщеря на граф Йохан V фон Насау-Диленбург. Те имат децата:
- Филип (1546 – 1556)
- Елизабет (1549 – 1599), омъжена на 13 януари 1566 г. за граф Лудвиг I фон Сайн-Витгенщайн (1532 – 1605)
- Йохан Георг I (1546 – 1600), граф на Золмс-Лаубах, женен на 7 декември 1572 г. за графиня Маргарета фон Шьонбург-Глаухау (1554 – 1606), дъщеря на Георг I фон Шьонбург-Глаухау и Доротея Ройс-Плауен
- Ото (1550 – 1612), граф на Золмс-Зоневалде-Поух, женен на 9 септември 1581 г. за графиня Анна Амалия фон Насау-Вайлбург (1560 – 1635), дъщеря на граф Албрехт фон Насау-Вайлбург и Анна фон Насау-Диленбург
- Доротея (1547 – 1595), омъжена на 6 януари 1566 г. за Хайнрих XVI Ройс-Гера (1530 – 1572)
- Анна (1557 – 1586), омъжена на 15 юли 1572 г. за граф Георг III фон Ербах (1548 – 1605